# Apelgårdsskolan

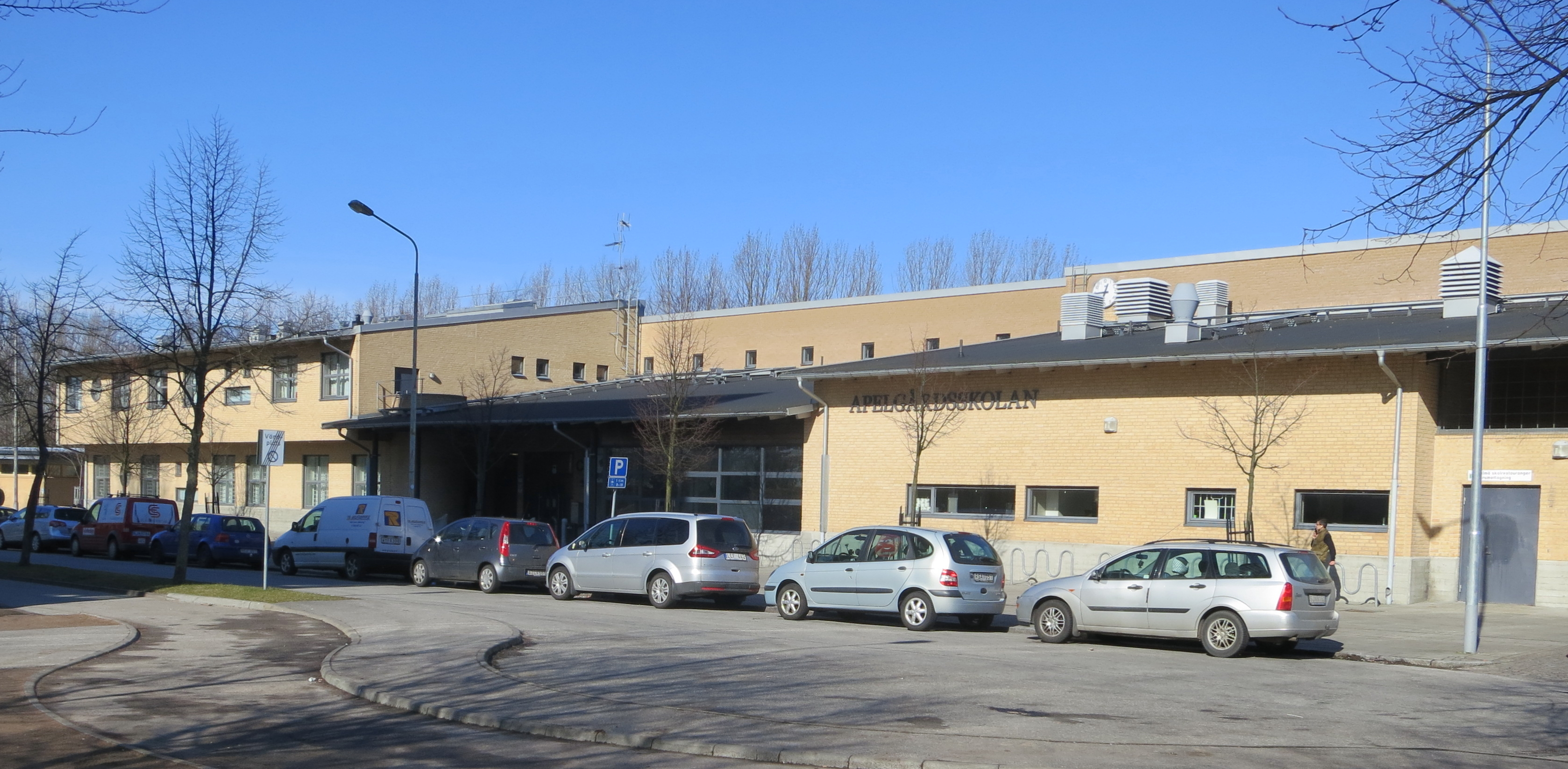
Apelgårdsskolan

Apelgårdsskolan är en grundskola (F-9) i stadsdelen Rosengård i Malmö.
Apelgårdsskolan är en F-9 skola i stadsdelen Rosengård i Malmö. Skolan har cirka 330 elever i åldrarna 6-16 år. Verksamhet omfattar förskoleklass, grundskola, förberedelseklass och fritidshem.
Apelgårdsskolan är belägen i nordvästra delen av Rosengård i nära anslutning till grönområden.Cronhielmsparken.
De äldsta delarna av skolan byggdes i slutet av 1960-talet och högstadiebyggnaden blev klar 2004 och inrymmer förutom klasserna 6-9 även fritidsgård, matsal, specialsalar för slöjd, bild, hemkunskap musik, idrott, NO, datasal och bibliotek. Även administrationen för Apelgårdskolan finns där.
Skolan har uppmärksammats i riksmedia på grund av undermåliga studieresultat bland skolans elever. TV-programmet Uppdrag Granskning listade Apelgårdsskolan som en av tjugo skolor i Sverige med flest obehöriga elever från åk 9 vårterminen 2003.
Hälften av eleverna på Apelgårdsskolan i Malmö slutar nionde klass utan betyget godkänd i svenska, matematik och engelska. Så har det varit de senaste fem åren (2005).
Apelgårdsskolan är en av de skolor i Malmö som kameraövervakas. Sedan Apelgårdsskolan fick övervakningskameror har den tidigare omfattande skadegörelsen upphört.
Dåvarande finansministern Bosse Ringholm besökte skolan den 10 september 2002.

## Stenkastningen mot byggnadsarbetare vid Apelgårdsskolan år 2003
Då det Sjöbobaserade byggföretaget Nimab utförde ett omfattande tillbygge på Apelgårdsskolan började en grupp elever trakassera byggnadsarbetarna. Allt från glåpord till stenar och flaskor haglade över arbetsstyrkan vid flera tillfällen. Kulmen på trakasserierna nåddes i och med misshandeln av en 41-årig byggnadsarbetare som slogs till marken och fick ta emot ett antal sparkar när han låg ner. Han fick inga svåra skador men både han och kollegerna chockades av händelsen.
Efter incidenten slöt både elever och skolpersonal upp bakom Nimabs personal. Byggfacket krävde vakter för att fortsätta jobbet. Det kostade två miljoner kronor och lika mycket till i stilleståndsersättning för den tid bygget låg nere. År 2003 fälldes fyra ungdomar för misshandeln och dömdes av Malmö tingsrätt till vård inom socialtjänsten.
Händelserna inspirerade moderaten Tove Lifvendahl till att hyra en lägenhet i Rosengård och hennes erfarenheter från området resulterade i boken Vem kastar första stenen?